# Ilmo Ranta
Ilmo Ranta (* 1956) ist ein finnischer Pianist und Liedbegleiter.

## Leben und Wirken
Ilmo Ranta wurde an der Sibelius-Akademie bei Liisa Pohjola und in München bei Klaus Schilde ausgebildet. Er erhielt auch Unterricht bei György Sebök, Dmitri Bashkirov, Ralf Gothóni und Hartmut Höll. Neben seinen solistischen Auftritten wurde er als Kammermusiker und Liedbegleiter bekannt. Zu seinen Liedpartnern gehören Karita Mattila, Monica Groop, Jorma Hynninen und Petteri Salomaa. Als Interpret zeitgenössischer Musik hat er Werke vieler finnischer Komponisten uraufgeführt.
Zu seiner Diskografie gehören Aufnahmen für BIS Records und für das finnische Label Ondine. Ilmo Ranta unterrichtet Klavier, Kammermusik und Liedbegleitung an der Sibelius-Akademie in Helsinki. Für das gemeinsam mit Karita Mattila aufgenommene Album Sydän Suomessa erhielt er 1999 in Finnland eine Goldene Schallplatte.